# جائزة ماليزيا الكبرى للدراجات النارية 2013
جائزة ماليزيا الكبرى للدراجات النارية 2013 هو سباق دراجات نارية أقيم بتاريخ 13 أكتوبر 2013 في حلبة سيبانغ الدولية، سلاغور، ماليزيا. كان الجولة الخامسة عشر من أصل 18 في سباق الجائزة الكبرى للدراجات النارية موسم 2013. فاز الإسباني داني بيدروسا بفئة الموتو جي بي بينما جاء الإسباني مارك ماركيث في المركز الثاني وحصل على المركز الثالث الإسباني خورخي لورنزو.

## وصلات خارجية
- الموقع الرسمي